# 竹林公園 (東久留米市)
竹林公園（ちくりんこうえん）は、東京都東久留米市南沢1丁目8に位置する、竹林と湧水のある公園である。南沢緑地から700メートルほど下流に位置する、落合川右岸の斜面に所在する。標高は段丘平坦面が55メートル、湧き水が44メートルとなっており、流れは落合川に合流する。起伏を生かした造成がなされており、竹林を一周できる遊歩道がある。
1974年に整備され、1983年に新東京百景に選定された。

## 園内
見学順路に従った入口は、斜面上の広場となっている。約2000本の竹が園内に存在する。園内の丘下に泉が湧き出ており、そこから幅2メートル程度の小川が形作られている。湧水池には正門から入って竹林を抜けた先にある雑木林に所在する。湧水の量は2006年8月28日の調査では多いとされ、水素イオン指数は6.0と記されている。湧水池の傍には小さな石の祠が鎮座している。公園には木製テラスやベンチがある。

## 歴史
武蔵野に竹は欅や白樫と同様に多く植生されており、かつては市内の農家にはかならず竹林があったといわれている。東久留米市内の竹林が減少する中で、市が南沢の竹林を購入し、自然公園として整備することを決定した。成美公園と同時に、1976年に完成予定として着工された。
東久留米市は公園のタケノコの採取により竹林の存続が危ぶまれたことから、1980年4月1日から2か月間、公園の一部を立ち入り禁止とする措置を講じた。翌1981年にも同様に、4月1日から3か月間公園の一部を立ち入り禁止とし、1982年も4月1日から3か月間立ち入りが禁じられた。

### 用地拡充
東久留米市の資料によると、この公園は複数回に渡って面積の拡充が行われている。昭和49年時点では3300平方メートルの面積だった。
昭和55年から昭和57年に渡っては479平方メートルが購入されている。平成24年には用地購入事業に4382万5300円が費やされている。平成25年には竹林公園拡張用地整備工事が土地の借り上げ料とともに291万9000円が計上されている。平成26年には土地が5223.35平方メートルだったものが880.29平方メートル増加して6103.64平方メートルとなり、平成29年までこれは保たれている。

## アクセス
東久留米駅より徒歩で約15分かかる。駅の南方に所在がある。高圧線鉄塔を目指し、自動車教習所を右に竹林公園通りに出るルートが廣田稔明の『東京の自然水124』にて推奨されている。老松橋から先に進むと左手に駐車場があり、奥には湧水の湧出点に到着する。